# Església de fusta d'Urnes
L'església de fusta d'Urnes (en noruec: Urnes Stavkyrkje) és una església de fusta a la granja d'Ornes, al llarg del Lustrafjord, al municipi de Luster, a Sogn og Fjordane, Noruega, a uns 5 km a l'est d'Hafslo.
Ha estat propietat de Fortidsminneforeningen (Societat per a la Preservació de Monuments Antics de Noruega) des de 1881.
Està inscrita a la llista del Patrimoni de la Humanitat de la UNESCO des del 1979.